# Maunaloa
Maunaloa ist ein Census-designated place (CDP) im Maui County im Westen der Insel Molokai im Bundesstaat Hawaiʻi der Vereinigten Staaten.